# Direct Hits (álbum de The Who)
Direct Hits es un álbum recopilatorio del grupo británico The Who, publicado por la compañía discográfica Track Records en octubre de 1968. El álbum recoge sencillos, caras B y temas de álbumes originalmente grabados para Track Records entre 1966 y 1968. Las primeras ediciones del álbum fueron publicadas tanto en mono como estéreo. 
Las primeras grabaciones de The Who, como «My Generation», fueron publicadas en el Reino Unido por Brunswick Records y no estuvieron disponibles en esta publicación debido a problemas de licencia. Esta limitación hace que el disco no sea representativo del trabajo completo del grupo hasta 1968.
Direct Hits comparte varias canciones con el recopilatorio estadounidense Magic Bus: The Who on Tour, aunque no está relacionado con dicha publicación. Además, no incluyó el sencillo «Magic Bus», que alcanzó el puesto 26 en la lista británica UK Singles Chart en el verano de 1968. Hasta comienzos de la década de 1980, Direct Hits fue el único álbum que incluyó rarezas del grupo como «In the City», «Dogs» y el clásico de The Rolling Stones «The Last Time».

## Lista de canciones
Todas las canciones compuestas por Pete Townshend excepto donde se anota.
Cara A
1. "Bucket T" (Altfield, Christian, Torrence) – 2:08
2. "I'm a Boy" – 2:36
3. "Pictures of Lily" – 2:43
4. "Doctor! Doctor!" (Entwistle) – 2:53
5. "I Can See for Miles" – 3:55
6. "Substitute" – 3:47

Cara B
1. "Happy Jack" – 2:11
2. "The Last Time" (Mick Jagger, Keith Richards) – 2:50
3. "In the City" (Entwistle, Moon) - 2:19
4. "Call Me Lightning" – 2:19
5. "Mary Anne with the Shaky Hand" – 2:05
6. "Dogs" – 3:03